# Otto Obermeier
Otto Obermeier (Monaco di Baviera, 23 luglio 1883 – Monaco di Baviera, 14 dicembre 1958) è stato un pittore, illustratore e grafico tedesco.

## Biografia
Studia presso la scuola di arte applicata a Monaco di Baviera. Dal 1905 frequenta l'Accademia delle belle arti di Monaco di Baviera presso Gabriel von Hackl. Diventa uno dei più influenti grafici del sud della Germania negli anni che precedono la prima guerra mondiale. Il suo disegno decorativo, sinuoso ma simmetrico, è un tipico Jugendstil monacense, al quale mescola elementi folcloristici bavaresi alpini.
Si specializza in manifesti per birre. Augustiner, la fabbrica di birra più antica di Monaco di Baviera, fondata nel 1328 dai monaci agostiniani, ancora oggi utilizza per la birra "Maximator" il suo manifesto pubblicitario del 1910, che rappresenta appunto Sant'Agostino d'Ippona. Anche l'antica (1889) fabbrica dolciaria Bahlsen di Hannover si affidò ai suoi disegni pubblicitari.